# جبالبارز
جبالبارز شهری از توابع بخش جبالبارز شهرستان جیرفت در استان کرمان ایران است. 
برخی نام بارز را احتمالا برگرفته از براز و برز به معنی بلندی و کوه تصور کرده اند، این واژه در بندهش با صفت نبرد کردار(جنگجو) آمده است. کریستین سن این لغت را<<برانگیزاننده جنگ>>معنی کرده است. 

## جمعیت
بر پایه سرشماری عمومی نفوس و مسکن در سال ۱۳۹۵ جمعیت این شهر ۶٬۷۵۰ نفر بوده‌است.

## موقعیت جغرافیایی
محمد آباد مسکون مرکز بخش جبالبارز شهرستان جیرفت است. مرکز بخش جبالبارز تا سال ۱۳۷۵ تحت عنوان روستای محمدآباد مسکون و پس از آن به نام شهر جبالبارز نامیده شد. بخش جبالبارز در حدود ۴۶ کیلومتری شمال شهر جیرفت و در راه اصلی جیرفت - کرمان و در خاور بخش جبال‌بارز قرار دارد
روستای زارین بهشت جیرفت در نزدیکی آنجا قرار دارد

## موقعیت اقلیمی
این شهر در دامنه غربی رشته کوه بارز واقع است و با کوه‌های گودِ سرخ از شمال باختری، بُنه رَمی از سوی خاور، و سروتمین از جنوب خاوری احاطه شده‌است. رود سقدر در جنوب شهر جریان دارد. در جنوب شهر، چند معدن و در اطراف شهر چشمه‌های آب گرم وجود دارد. آب و هوای شهر جبالبارز، معتدل کوهستانی است و زمستان های سرد و تابستان های خنکی دارد.

## ویژگی‌های انسانی
اهالی جبال بارز شیعه دوازده امامی هستند 
نام جبالبارز ترجمه عربی نام اصلی فارسی منطقه یعنی «کوه‌های پارچ» است. از طوایف بزرگ جبالبارز میتوان به کریمی. سنجری. صفوی .سعیدی.صباحی. امانی.توکلی.عارفی.طاهری. اشاره کرد

## آبش.ار سرندکوه
آبشار سرندکوه، با حدود ۱۷۷ مت اشاره کردر ارتفاع بزرگترین آبشار خاور میانه در منطقه جبال‌بارز واقع شده‌است.